# Jan Spytek Komorowski
Jan Spytek Komorowski herbu Korczak (zm. 4 grudnia 1585) – podczaszy królowej Katarzyny, właściciel państwa żywieckiego.
Był bratem Krzysztofa Komorowskiego. Miał cztery siostry: Zofię, Katarzynę, Annę i Magdalenę. Od 1551-1553 uczył się w szkole dla młodzieży szlacheckiej w Elblągu u Mikołaja Śmieszkowica. Pełnił funkcję podczaszego królowej Katarzyny, żony Zygmunta Augusta.
Po śmierci ojca, Jana Komorowskiego (1556 lub 1566) wraz z bratem współwładał na terytoriach państwa żywieckiego. Wraz z Krzysztofem, wbrew woli lokalnych mieszkańców, wytyczyli pierwszy na ziemiach żywieckich folwark (na terenie wsi Sporysz). Spytek jest uważany za głównego inicjatora renesansowej rozbudowy Starego Zamku w Żywcu w latach 60. i 70. XVI w. na podobieństwo Zamku Wawelskiego. Za rządów braci król Stefan Batory, który był dłużnikiem Komorowskich, wydał dla miasta Żywca przywilej organizacji trzech jarmarków oraz prawa składu (1579). W tym samym roku Spytek i Krzysztof wydali dla miasta przywilej wolnicy.
W 1572 ożenił się z Anną Walaszkówną (zm. 1580). Najprawdopodobniej nie miał dzieci. Zdaniem Hieronima Woźniaka przeznaczył prawie połowę swojego majątku na dary i uposażenia dla kościoła żywieckiego.